# Maucomble
Maucomble ist eine französische Gemeinde mit 389 Einwohnern (Stand: 1. Januar 2022) im Département Seine-Maritime in der Region Normandie. Sie gehört zum Arrondissement Dieppe und zum Kanton Neufchâtel-en-Bray. Die Bewohner werden Maucomblais und Maucomblaises genannt.

## Geographie
Maucomble liegt etwa 31,5 Kilometer nordöstlich von Rouen und etwa 32,5 Kilometer südöstlich von Dieppe. Umgeben wird Maucomble von den Nachbargemeinden Saint-Saëns im Norden und Westen, Bully im Nordosten, Esclavelles im Osten und Nordosten sowie Bosc-Mesnil im Süden.

## Bevölkerungsentwicklung

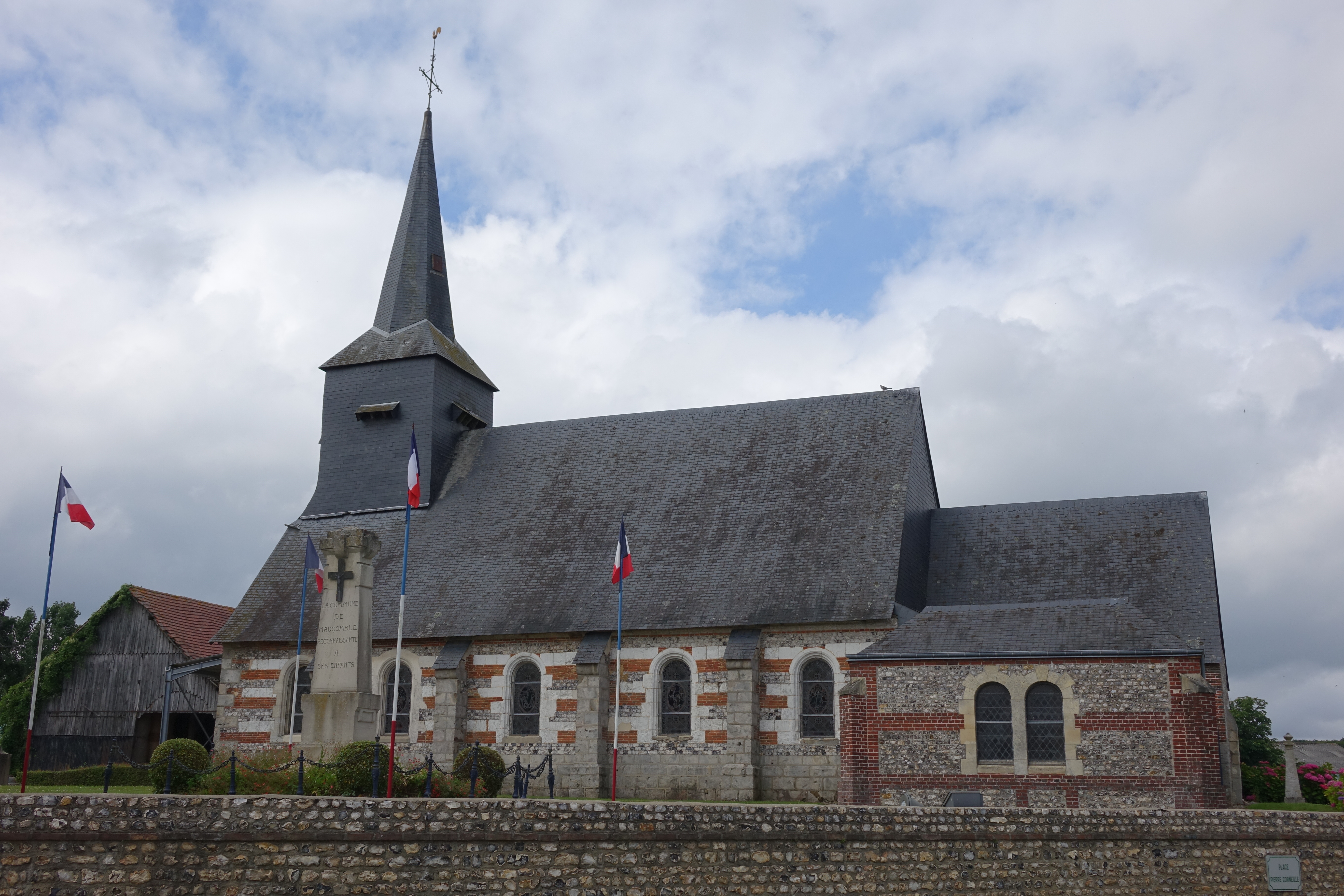
Kirche Saint-Ouen

| Jahr                       | 1962 | 1968 | 1975 | 1982 | 1990 | 1999 | 2006 | 2017 |
| Einwohner                  | 305  | 303  | 315  | 278  | 318  | 321  | 325  | 415  |
| Quellen: Cassini und INSEE |      |      |      |      |      |      |      |      |

## Sehenswürdigkeiten
- Kirche Saint-Ouen